# Мищенко, Всеволод Иванович
Всеволод Иванович Мищенко (23.12.1919 — 17.07.2006) — миномётчик 842-го стрелкового полка (240-я стрелковая Киевско-Днепровская Краснознамённая орденов Суворова и Богдана Хмельницкого дивизия, 51-й стрелковый корпус, 40-я армия, 2-й Украинский фронт), старший сержант, участник Великой Отечественной войны, кавалер ордена Славы трёх степеней.

## Биография
Родился 23 декабря 1919 года в селе Терны Лебединского уезда Харьковской губернии, ныне посёлок городского типа в Недригайловском районе Сумской области Украины. Из семьи рабочего. Украинец.
Окончил среднюю школу, в 1938 году - педагогические курсы при Купянском педагогическом техникуме. С 1938 года работал учителем в школе села Тетлега Чугуевский район, Харьковская область Украинской ССР. В начале Великой Отечественной войны оказался на оккупированной территории.
В Красную армию призван сразу после освобождения родных мест в августе 1943 года Ульяновским (по другим данным – Терновским) районным военным комиссариатом Сумской области УССР. Участник Великой Отечественной войны с сентября 1943 года. Воевал в составе 842-го стрелкового полка 240-й стрелковой дивизии.
Наводчик миномётной роты 842-го стрелкового полка (240-я стрелковая дивизия, 40-я армия, 2-й Украинский фронт) красноармеец Мищенко Всеволод Иванович отважно действовал в ходе Уманско-Ботошанской наступательной операции. 14 марта 1944 года в бою у села Кантелина Ильинецкого района Винницкой области Украинской ССР точным миномётным огнём подавил 2 немецких пулемёта и уничтожил до 10 вражеских солдат, чем способствовал овладению селом.
За образцовое выполнение боевых заданий Командования на фронте борьбы с немецкими захватчиками и проявленные при этом доблесть и мужество приказом частям 240-й стрелковой дивизии № 26/н от 18 апреля 1944 года красноармеец Мищенко Всеволод Иванович награждён орденом Славы 3-й степени.
Миномётчик 842-го стрелкового полка сержант Мищенко Всеволод Иванович вновь проявил образцы доблести во время Ясско-Кишинёвской наступательной операции. 28 августа 1944 года в бою за город Гура-Гуморулуй (ныне в составе жудеца Сучава, Румыния) с наблюдательного пункта миномётной роты точно и эффективно осуществлял корректировку огня миномётов, в результате были подавлены 3 пулемётные точки врага. 28 августа при отражении контратаки противника у села Гейнеше из личного оружия истребил 8 солдат. Продолжая наступление, вызвался разведать пути движения по тылам противника, обнаружил и разведал горную дорогу и по ней вывел свою роту точно в назначенное для развёртывания позиции место.
За образцовое выполнение боевых заданий Командования на фронте борьбы с немецкими захватчиками и проявленные при этом доблесть и мужество приказом войскам 40-й армии № 0128/н от 31 октября 1944 года сержант Мищенко Всеволод Иванович награждён орденом Славы 2-й степени.
Старший сержант Мищенко Всеволод Иванович проявил мужество в Банско-Быстрицкой фронтовой наступательной операции. 23 марта 1945 года в боях под городом Банска-Бистрица (Чехословакия, ныне Словакия) огнём миномёта уничтожил 2 пулемёта противника с их расчётами. В тот же день, находясь в боевых порядках пехоты, стойко вёл бой при отражении немецкой контратаки и в этом бою уничтожив 6 гитлеровских солдат.
За образцовое выполнение боевых заданий Командования на фронте борьбы с немецкими захватчиками и проявленные при этом доблесть и мужество Указом Президиума Верховного Совета СССР от 15 мая 1946 года старший сержант Мищенко Всеволод Иванович награждён орденом Славы 1-й степени.
В сентябре 1945 года старший сержант В. И. Мищенко демобилизован. Жил в городе Чугуев Харьковской области (Украина). Работал учителем в городских школах Чугуева. Старшина в отставке (1965). Почётный гражданин города Чугуев (31.07.1998).
Умер 17 июля 2006 года.

## Награды
- Орден Отечественной войны I степени (11.03.1985)[3]
- Полный кавалер ордена Славы:
  - орден Славы I степени (15.05.1946)[3];
  - орден Славы II степени (31.10.1944)[4];
  - орден Славы III степени (08.04.1944)[5];
- медали, в том числе:
  - «За боевые заслуги»(30.09.1944)[6]
  - «В ознаменование 100-летия со дня рождения Владимира Ильича Ленина» (6 апреля 1970)
  - «За победу над Германией» (9 мая 1945[7])
  - «20 лет Победы в Великой Отечественной войне 1941—1945 гг.» (7 мая 1965[8])
  - «30 лет Победы в Великой Отечественной войне 1941—1945 гг.»[9]
  - 40 лет Победы в Великой Отечественной войне 1941—1945 гг.[10]
  - 50 лет Победы в Великой Отечественной войне 1941—1945 гг.[11]
  - «30 лет Советской Армии и Флота»[12]
  - «40 лет Вооружённых Сил СССР»[13]
  - «50 лет Вооружённых Сил СССР» (26 декабря 1967[14])
- Знак «25 лет победы в Великой Отечественной войне» (1970)

## Память
- На могиле установлен надгробный памятник
- Его имя увековечено в Главном Храме Вооружённых сил России, и навсегда запечатлено на мемориале «Дорога памяти»
- В Чугуеве на доме, в котором он жил, установлена мемориальная доска.